# Carlo Bagno
Carlo Bagno (Lendinara, 21 marzo 1920 – Milano, 19 gennaio 1990) è stato un attore italiano.

## Biografia
Nasce a Lendinara, un paese in provincia di Rovigo. È qui che inizia ad appassionarsi alla recitazione. Già allievo dell'Accademia nazionale d'arte drammatica di Roma, dopo aver ottenuto nella stagione 1940-1941 il diploma, entra alla fine della guerra alla radio per recitare diverse commedie, ma dedica i suoi interessi al teatro, ottenendo una scrittura prima con Sergio Tofano e quindi dal 1951 al Piccolo Teatro di Milano sotto la direzione di Giorgio Strehler partecipando a notevoli allestimenti di opere di Brecht, Büchner, Čechov, Ugo Betti, Goldoni, Toller, Shakespeare, Zardi, Gogol', Sartre, ed altri autori.
Poi per diverse stagioni fa parte del Teatro Stabile di Trieste finché nel 1962 entra in quello di Torino.
Nel 1966 è il primo attore italiano a rivestire i panni di un protagonista di Vladimir Majakovskij, mai in precedenza rappresentato in Italia. La pièce è La cimice, con la compagnia del Teatro Durini di Milano, per la regia di Bogdan Jerković. La cimice verrà portata in tournée anche a Parigi e Berlino negli anni successivi.
Nel 1967 ritorna allo Stabile triestino, interpretando con perfetta adesione al ruolo il Pantalone ne Il bugiardo di Goldoni.
Tozzo e robusto, con una maschera grossolana ma di buona indole, non viene certo ignorato dal cinema dove diventa un apprezzato caratterista.
Frequenti le partecipazioni alla prosa radiofonica Rai a partire dal dopoguerra, sia nella compagnia di Radio Roma che in quella di Milano e Torino.
Appare anche in televisione, come nell'edizione de La pazza di Chaillot di Giraudoux (1961), nello sceneggiato La freccia nera (1968), diretto da Anton Giulio Majano, e nei polizieschi La donna di Picche, La donna di Cuori, La donna di Fiori e La donna di Quadri, con Ubaldo Lay, per la regia di Leonardo Cortese (1972).
Vince il Nastro d'argento e la Grolla d'oro di Saint-Vincent, nel 1978, come miglior attore non protagonista per il film In nome del Papa Re di Luigi Magni.
Muore a Milano il 19 gennaio 1990; è stato sepolto al cimitero maggiore di Milano, ove i resti sono poi stati tumulati in una celletta.

## Filmografia

### Cinema
- Lo svitato, regia di Carlo Lizzani (1955)
- Il commissario, regia di Luigi Comencini (1962)
- Il terrorista, regia di Gianfranco De Bosio (1963)
- Amore a quattro dimensioni, regia di Massimo Mida e Gianni Puccini (1963)
- I mostri, regia di Dino Risi (1963)
- Il successo, regia di Mauro Morassi (1963)
- Signore & signori, regia di Pietro Germi (1966)
- Spara forte, più forte... non capisco!, regia di Eduardo De Filippo (1966)
- L'immorale, regia di Pietro Germi (1966)
- Le avventure di Pinocchio, regia di Luigi Comencini (1972)
- Gli ordini sono ordini, regia di Franco Giraldi (1972)
- La piazza vuota, regia di Beppe Recchia (1973)
- Anno uno, regia di Roberto Rossellini (1974)
- Una sera c'incontrammo, regia di Piero Schivazappa (1975)
- Signore e signori, buonanotte, regia di Age, Benvenuti, Comencini, De Bernardi, Loy, Maccari, Magni, Monicelli, Pirro, Scarpelli e Scola (1976)
- Cara Sposa, regia di Pasquale Festa Campanile (1977)
- Ligabue, regia di Salvatore Nocita (1977)
- In nome del Papa Re, regia di Luigi Magni (1977)
- Come perdere una moglie e trovare un'amante, regia di Pasquale Festa Campanile (1978)
- Un dramma borghese, regia di Florestano Vancini (1979)
- Tesoromio, regia di Giulio Paradisi (1979)
- Il giocattolo, regia di Giuliano Montaldo (1979)
- Il malato immaginario, regia di Tonino Cervi (1979)
- Qua la mano, regia di Pasquale Festa Campanile (1980)
- Arrivano i bersaglieri, regia di Luigi Magni (1980)
- Nudo di donna, regia di Nino Manfredi (1981)
- Culo e camicia, regia di Pasquale Festa Campanile (1981)
- Bertoldo, Bertoldino e Cacasenno, regia di Mario Monicelli (1984)
- Le due vite di Mattia Pascal, regia di Mario Monicelli (1985)
- Olga e i suoi figli, regia di Salvatore Nocita (1985)

### Televisione
- Il revisore, commedia di Nicolaj Gogol', regia di Camillo Mastrocinque, trasmessa il 3 luglio 1955.
- I dialoghi delle carmelitane di Georges Bernanos, regia di Tatiana Pavlova, trasmessa il 2 novembre 1956.
- A casa per le sette di Robert C. Sheriff, regia di Silverio Blasi, trasmessa il 26 luglio 1957.
- Un certo Harry Brent – miniserie TV (1970)
- Nero Wolfe –serie TV, episodio 3x03 (1971)
- La donna di picche, regia di Leonardo Cortese – miniserie TV (1972)
- Chi?, spettacolo abbinato alla Lotteria Italia – programma TV (1976)
- Il ladro in casa di Italo Svevo, regia di Edmo Fenoglio (1978)
- Aeroporto internazionale – serie TV (1985)

## Teatro
- La morte di Danton di Georg Büchner, regia di Giorgio Strehler, prima al Piccolo Teatro di Milano, il 16 dicembre 1950.
- Macbeth di William Shakespeare, regia di Giorgio Strehler, prima al Piccolo Teatro di Milano, il 31 gennaio 1952.
- Il revisore di Nikolaj Gogol', regia di Giorgio Strehler, prima al Piccolo Teatro di Milano, l'11 dicembre 1952.
- La betìa di Ruzante, regia di Gianfranco De Bosio, prima al Piccolo Teatro di Milano, il 27 ottobre 1969.

## Radio

### Prosa radiofonica Rai
- L'albergo dei poveri di Maksim Gor'kij, regia di Enzo Ferrieri, trasmessa il 20 giugno 1946.
- La campana di vetro, commedia di Antonio Greppi, regia di Enzo Convalli, trasmessa il 16 ottobre 1946.
- Le donne curiose, commedia di Carlo Goldoni, regia di Enzo Ferrieri, trasmessa il 16 marzo 1947.
- La brava gente di Irwin Shaw, regia di Enzo Ferrieri, trasmessa il 12 gennaio 1948.
- Non abbiamo più ricordi di Jean Blondel, regia di Enzo Convalli, trasmessa il 5 febbraio 1948.
- A che pensi Stefano?, commedia di Gian Francesco Luzi, regia di Enzo Ferrieri, trasmessa il 10 giugno 1948.
- Robina in cerca di marito, commedia di Jerome K. Jerome, regia di Enzo Convalli, trasmessa il 19 agosto 1948.
- Le trombe di Eustachio di Vitaliano Brancati, regia di Enzo Convalli, trasmessa il 24 agosto 1948.
- Le stelle ridono di Gherardo Gherardi, regia di Enzo Convalli, trasmessa il 26 agosto 1948.
- Il ladro di ragazzi di Jules Supervielle, regia di Enzo Ferrieri, trasmessa il 15 gennaio 1951.